# Paulnay
Paulnay is een gemeente in het Franse departement Indre (regio Centre-Val de Loire) en telt  362 inwoners in 2011 (356 inw - 2005). De plaats maakt deel uit van het arrondissement Le Blanc.

## Geografie
De oppervlakte van Paulnay bedraagt 38,2 km², de bevolkingsdichtheid is 9,3 inwoners per km².
De onderstaande kaart toont de ligging van Paulnay met de belangrijkste infrastructuur en aangrenzende gemeenten.

## Demografie
Onderstaande figuur toont het verloop van het inwonertal (bron: INSEE-tellingen).

## Bezienswaardigheden
- Romaanse kerk met frescos uit een oude Gallo-romeinse villa op die plaats.